# Liste d'escaliers de Liège
Cette liste d'escaliers de Liège est un recensement non exhaustif des odonymes (nom de voiries et places) concernant les escaliers publics de la ville de Liège en Belgique. L'escalier peut occuper l'entièreté de l'odonyme ou une partie importante.
Les odonymes indiqués en italique sont des graphies alternatives.

## Liste des escaliers
| Nom de la voirie                             | Quartier                | Année de création | Nombre de marches | Géolocalisation (pied de l'escalier) | Image |
| -------------------------------------------- | ----------------------- | ----------------- | ----------------- | ------------------------------------ | ----- |
| Rue des Anglais                              | Anglais                 | ~1880             | 55                | 50° 38′ 53″ N, 5° 34′ 04″ E          |       |
| Degrés des Artisans                          | Grivegnée               | 1912              | 134               | 50° 37′ 05″ N, 5° 36′ 30″ E          |       |
| Place des Arzis                              | Sainte-Marguerite       | 1837              | 17                | 50° 38′ 51″ N, 5° 33′ 17″ E          |       |
| Au Péri                                      | Coteaux de la Citadelle |                   | 155               | 50° 38′ 53″ N, 5° 34′ 26″ E          |       |
| Rue Bairoua                                  | Coteaux de la Citadelle |                   | 70                | 50° 39′ 15″ N, 5° 34′ 54″ E          |       |
| Rue des Bedennes                             | Chênée                  |                   | 34 + ?            | 50° 36′ 51″ N, 5° 36′ 54″ E          |       |
| Rue des Bégards                              | Publémont               |                   |                   | 50° 38′ 37″ N, 5° 33′ 53″ E          |       |
| Thier du Bouhay                              | Amercœur                |                   |                   | 50° 38′ 18″ N, 5° 35′ 54″ E          |       |
| Rue de la Butte                              | Laveu                   |                   | 22                | 50° 37′ 54″ N, 5° 33′ 22″ E          |       |
| Rue des Cailloux (sentier)                   | Cointe                  |                   | 54                | 50° 37′ 09″ N, 5° 34′ 13″ E          |       |
| Escaliers des Capucins                       | Anglais                 |                   |                   | 50° 38′ 51″ N, 5° 34′ 08″ E          |       |
| Chemin des Cèdres                            | Cointe                  |                   |                   | 50° 37′ 05″ N, 5° 34′ 17″ E          |       |
| Rue de la Charité                            | Amercœur                |                   |                   | 50° 38′ 03″ N, 5° 35′ 32″ E          |       |
| Rue du Château-Massart                       | Saint-Gilles            |                   |                   | 50° 38′ 10″ N, 5° 33′ 15″ E          |       |
| Rue Chauve-Souris                            | Laveu                   |                   | 295               | 50° 37′ 53″ N, 5° 33′ 18″ E          |       |
| Sentier des Clématites (sentier des Coteaux) | Coteaux de la Citadelle |                   |                   | 50° 39′ 03″ N, 5° 34′ 55″ E          |       |
| Degrés des Dentellières                      | Coteaux de la Citadelle | 2012              | 64                | 50° 38′ 48″ N, 5° 34′ 22″ E          |       |
| Rue des Églantiers                           | Naimette-Xhovémont      |                   |                   | 50° 39′ 11″ N, 5° 34′ 00″ E          |       |
| Favechamps (sentier des Coteaux)             | Coteaux de la Citadelle |                   |                   | 50° 38′ 59″ N, 5° 34′ 16″ E          |       |
| Thier de la Fontaine                         | Publémont               | 1876              | 200               | 50° 38′ 33″ N, 5° 33′ 52″ E          |       |
| Rue Frésart                                  | Wandre                  |                   |                   | 50° 40′ 10″ N, 5° 39′ 49″ E          |       |
| Rue de la Haminde                            | Grivegnée               |                   |                   | 50° 37′ 25″ N, 5° 36′ 06″ E          |       |
| Rue des Jonquilles                           | Cointe                  | 1904              | 94                | 50° 37′ 12″ N, 5° 34′ 02″ E          |       |
| Rue Mandeville                               | Cointe                  |                   | 19                | 50° 37′ 07″ N, 5° 34′ 22″ E          |       |
| Rue des Mauvaises Vignes                     | Chênée                  |                   |                   | 50° 36′ 57″ N, 5° 37′ 11″ E          |       |
| Cour des Mineurs                             | Coteaux de la Citadelle |                   | 60                | 50° 38′ 50″ N, 5° 34′ 34″ E          |       |
| Rue de la Montagne                           | Publémont               |                   | 125               | 50° 38′ 41″ N, 5° 34′ 07″ E          |       |
| Montagne de Bueren                           | Coteaux de la Citadelle | 1880              | 374               | 50° 38′ 51″ N, 5° 34′ 41″ E          |       |
| Rue Panaye                                   | Cointe                  |                   | 108               | 50° 37′ 27″ N, 5° 33′ 52″ E          |       |
| Rue des Petites Bruyères                     | Chênée                  |                   | 16                | 50° 37′ 15″ N, 5° 37′ 35″ E          |       |
| Rue Pied du Thier à Liège                    | Thier-à-Liège           |                   |                   | 50° 39′ 23″ N, 5° 35′ 53″ E          |       |
| Rue des Pinsons                              | Thier-à-Liège           |                   |                   | 50° 39′ 26″ N, 5° 35′ 37″ E          |       |
| Rue Pirette                                  | Saint-Laurent           |                   |                   | 50° 38′ 44″ N, 5° 33′ 01″ E          |       |
| Rue des Remparts                             | Sainte-Marguerite       |                   | 195               | 50° 38′ 49″ N, 5° 33′ 53″ E          |       |
| Rue Renwa                                    | Saint-Laurent           |                   |                   | 50° 38′ 35″ N, 5° 32′ 56″ E          |       |
| Rue Jean Riga                                | Naimette-Xhovémont      |                   |                   | 50° 38′ 44″ N, 5° 33′ 48″ E          |       |
| Degrés Saint-Pierre                          | Publémont               |                   | 30                | 50° 39′ 09″ N, 5° 34′ 19″ E          |       |
| Thier Savary                                 | Sainte-Walburge         | 1905              | 204               | 50° 39′ 09″ N, 5° 34′ 16″ E          |       |
| Rue de la Scorre                             | Laveu                   |                   | 44                | 50° 37′ 40″ N, 5° 33′ 20″ E          |       |
| Degrés des Tisserands                        | Publémont               | 1856              | 134               | 50° 38′ 44″ N, 5° 33′ 49″ E          |       |
| Impasse des Ursulines                        | Coteaux de la Citadelle |                   |                   | 50° 38′ 51″ N, 5° 34′ 38″ E          |       |
| Passage Albert Van den Berg                  | Laveu                   |                   | 93                | 50° 37′ 44″ N, 5° 33′ 10″ E          |       |
| Rue de Waremme                               | Burenville              |                   |                   | 50° 38′ 41″ N, 5° 33′ 17″ E          |       |